# Василије Мангазејски
Василиј Мангазејски (око 1588, Јарослављ - око 1602, Мангазеја) - сибирски првомученик, светац Руске православне цркве. Спомен се празнује (по јулијанском календару): 23. март, 10. мај, 6. јул, 23. мај (Сабор Ростовско-Јарославских светаца), 10. јун (Сабор Сибирских Светих).

## Биографија
Биографија Василија Мангазејског позната је из његовог Житија, сачувана у пет издања, чије је порекло повезано са манастиром Турукханске Тројице. Најстарије издање датира из 1670-1676 и написано је уз учешће јеромонаха Тихона, који је 1670. пренео мошти Василија у Турухански манастир.
Према житију, Василије је био син јарославског трговца Фјодора, који је свог сина дао као службеника трговцу који је отишао да тргује у Мангазеји. Једног дана, када се Василије молио у храму, лопови су опљачкали радњу његовог власника, а трговац је оптужио младића за саучесништво. Трговац је покушао да добије признање од Василија, тукао га је, али је младић негирао своју кривицу. Затим је доведен градском гувернеру С. Пушкину, који је подвргао Василија мучењу, од чега је умро. У другим животним опцијама: гувернер је ударио Василија у слепоочницу гомилом кључева; Василиј је „страдао за целомудреност“ (из „Описа руских светаца“, крај 17.-18. века), на основу овог издања Василијевог житија, које је средином 19. века написао игуман Туруханског манастира Илиодор , саопштава да је младић одбацио грешне кораке трговца, а он је за одмазду оптужио Василија за крађу.
Година Василијеве смрти, према С.В. Бакхрусхин, одређена је условно, јер су састављачи житија користили само сећања старинаца. Његово мучеништво датира из првих година постојања града Мангазеје (1600-1602); војвода С. Пушкин је био у Мангазеји од јула 1601. до јануара 1603. године; локалне легенде такође датирају Василијеву смрт на дан Ускрса.

## Историја поштовања
Василиј је сахрањен поред службене колибе. Место је било влажно, а убрзо је на њега постављена даска ради лакшег пролаза. Године 1649. становник Мангазеје Степан Ширјајев открио је да је плоча поломљена, а испод ње је била видљива ивица ковчега. Убрзо су се појавили извештаји о исцељењима, која су се приписивала моштима новоскованог светитеља Божијег, а погребно место је прво ограђено, а 1652. године подигнута је капела. Тоболском епископу су послате информације о чудима новоствореног светитеља и он је најкасније 1653. године писао Москви са питањем да ли треба да прегледа мошти. Овај захтев није добио одговор. У капели су служене молитве Василију, а у августу 1659. мошти су прегледане. Након овога почела су редовна богослужења светом Василију, што нам омогућава да закључимо да је он локално канонизован.
Године 1670. градитељ Туруханског манастира, јеромонах Тихон, пренео је мошти Василија из Мангазеје у свој манастир, где их је поставио у Тројичкој цркви десно од царских врата. Године 1671. у Москву је послата петиција да се потврди канонизација Василија, али је остала без одговора. Локално поштовање светитеља је настављено: тоболски губернатор И.Б.Репнин послао је у манастир везену корицу на светињи, исписане су иконе Василија.
Слава сибирског свеца стигла је до престонице - царица Ана Јоановна послала је олтарско јеванђеље у Турухански манастир, на чијем оквиру је била слика Светог Василија са крстом у руци и натписом „Мученик Василиј Мангазејски. ”
Локално поштовање Василија није престало у 19. веку, почео је да се поштује као заштитник ловаца и трапера, а његове иконе су биле дистрибуиране. 1893. године поново је упућена молба Синоду да се потврди канонизација светитеља. Синод је тражио записе о чудима, а почетком 20. века име мученика Василија Мангазејског унето је у „Православни календар“ који је објавио Синод.
После затварања Туруханског манастира 1921. године, мошти светитеља су поново пронађене 1997. године и смештене у светињу у манастирској цркви.